# 魚躬橋
魚躬橋（うおのみばし）は、富山県滑川市の上市川河口付近に架かる主要地方道富山魚津線の橋である。

## 概要
- 左岸：富山県滑川市魚躬
- 右岸：富山県滑川市魚躬
- 橋長：93 m[1]
- 幅員：7 m[1]
- 高さ：6.8 m[1]
- 型式：PC桁橋[1]
- 橋脚：3基[1]

## 沿革
1647年（正保4年）の越中道記には「上市川に橋有り、長さ二十間、幅二間、高さ1丈、水深四、五尺」とある。
1937年（昭和12年）、上市川の河道が真直ぐに改修されたのを機に現在地に初めて架橋された。1939年（昭和14年）7月時点では、長さ27.2m、幅員4.2mの橋であった。
1959年（昭和34年）11月18日、延長50m、幅員7m（旧橋より1.5m拡幅）、橋台2基、橋脚3基の鉄筋コンクリートT型単純梁橋が富山県工事、中新川郡水橋町（現・富山市）の館建設施工、総工費900万円にて着工し、1960年（昭和35年）1月から本格的工事に着手、同年5月27日に県完工検査を受けた。
現在の橋梁は、上市川河口改修工事に伴い同川加工部分が災害防止のため旧橋の下流5 m地点に拡幅されたため架け替えられたものである。1972年（昭和47年）に着工し、1974年（昭和49年）11月に完成、同年12月下旬までに完全舗装された。橋台の海側には長さ60m、厚さ1m、高さ6.8mの高波防止のコンクリート型が取り付けられている。